# Василовци (Софийская область)
Василовци (болг. Василовци) — село в Болгарии. Находится в Софийской области, входит в общину Драгоман. Население составляет 83 человека (2022).

## Политическая ситуация
Кмет (мэр) общины Драгоман — Соня Стоянова Дончева (Болгарская социалистическая партия (БСП)) по результатам выборов.